# Marcus Minucius Rufus (consul en -110)
Pour les articles homonymes, voir Minucius Rufus.
Marcus Minucius Rufus (ou Minutius) est un homme politique et général de la République romaine, consul en 110 av. J.-C., et qui triomphe pour ses victoires sur les Thraces en l'an 107 av. J.-C. Il est alors le commanditaire du Porticus Minucia.

## Famille
Il est membre de la famille plébéienne des Minucii Rufi. Il est probablement un descendant de Marcus Minucius Rufus, consul en 221 av. J.-C. et mort à la bataille de Cannes et de Quintus Minucius Rufus, consul en l'an 197 av. J.-C.
Il est le fils d'un Quintus, d'où peut-être la confusion de Salluste qui le nomme lui-même Quintus et non Marcus,.
Il a un frère prénommé Quintus comme il est d'usage dans la famille, autre source de confusion possible pour Salluste, et qui l'accompagnera en Ligurie et en Macédoine.

## Biographie
En 121, il est un des tribuns de la plèbe alliés à l'aristocratie sénatoriale. Il s'oppose à la politique de son collègue Caius Gracchus et est chargé par le Sénat de faire passer une loi abrogeant des dispositions prises par Caius,,,.
En 117, en collaboration avec son frère, il mène une enquête sur le terrain en Gaule cisalpine, tranchant en faveur de la cité fédérée de Gênes sur la délimitation de l'ager contre la communauté ligure des Vituriens dans un arbitrage rendu à Rome et connu sous le nom de sententia Minuciorum,,.
Il est préteur au plus tard en 113 selon les dispositions de la lex Villia.
En 110, il est consul avec Spurius Postumius Albinus. La province de Macédoine lui est échu alors que son collègue prend le commandement de la guerre contre Jugurtha en Numidie,,.
Il reste trois années dans sa province, en tant que proconsul en 109 et 108,, où il combat et vainc les tribus thraces des Scordiques, des Besses et des Triballes,,. Frontin rapporte que le consul a utilisé le stratagème suivante : « Minucius Rufus prêt à combattre une grande multitude de Barbares, prescrit à son frère, lorsqu'il le voit attaché au combat, de se montrer tout à coup d'un autre côté avec quelque cavalerie, et de faire sonner toutes ses trompettes. Cette manœuvre ayant été exécutée, le son qui retentit dans les collines, fait croire que c'est un grand secours qui arrive aux Romains, et les ennemis prennent la fuite ».
Il obtient les honneurs du triomphe pour ses victoires sur les Thraces en l'an 107,,,. Grâce au butin de ses campagnes, après avoir célébré son triomphe, il est le commanditaire du Porticus Minucia dit Vetus, sur le Champ de Mars, Regio IX : Cirque Flaminius,. Le portique comporte à son intérieur un temple des Nimphes et devient le centre administratif de contrôle et de distribution du blé à la plèbe. Une inscription / dédicace à Delphes, postérieure à son triomphe, porte son nom.